# 天主教圣路易斯总教区
天主教聖路易斯總教區（拉丁語：Archidioecesis Sancti Ludovici）是羅馬天主教會以美國中西部聖路易斯為中心的一個教省總教區，也是該國三十二個總教區之一。總教區管轄密蘇里州東部十一縣，下轄三個教區。
總教區於2019年時有50萬5243名教友（佔總人口22.5%）、179個堂區和574名司鐸。現任總主教為米徹爾·T·羅桑斯基，輔理主教為馬爾谷·S·里維圖索，榮休總主教為羅勃·J·卡爾森，榮休輔理主教為羅勃·J·赫爾門。主教座堂為聖路易聖殿主教座堂。
聖路易斯教區於1826年成立，1847年7月20日升格為總教區。